# Comuna Neliubivka, Dîkanka
Neliubivka (în ucraineană Нелюбівка) este o comună în raionul Dîkanka, regiunea Poltava, Ucraina, formată din satele Andrenkî, Deinekivka, Neliubivka (reședința) și Sîvți.

## Demografie
Componența lingvistică a comunei Neliubivka
     Ucraineană (94,08%)
     Rusă (5,7%)
     Alte limbi (0,22%)
Conform recensământului din 2001, majoritatea populației comunei Neliubivka era vorbitoare de ucraineană (94,08%), existând în minoritate și vorbitori de rusă (5,7%).